# Gelber Tee
Gelber Tee (Gelbtee) ist ein Tee, der vom Fermentationsgrad (max. 20 %) zwischen weißem Tee und Oolong einzuordnen ist. Seine Sortenvielfalt ist sehr begrenzt, die verfügbaren Mengen gering. Der Tee ist reich an Vitaminen, Antioxidantien und Koffein. Wie auch andere schwach fermentierte Tees fördert er die Magensaftproduktion und wirkt deshalb verdauungsfördernd.

## Geschichte
Seit der Zeit der Ming-Dynastie (14.–17. Jahrhundert) wird derselbe Kaisertee Junshan Yinzhen (Silbernadeln aus dem Kaiserberg, 君山银针) auf einer der zahlreichen Inseln namens Junshan produziert. Das besondere Herstellungsverfahren wurde jahrhundertelang geheim gehalten. Der hochwertige kaiserliche Gelbtee wurde nur in geringen Mengen hergestellt und ausschließlich in den Kaiserhof geliefert. Bis vor Kurzem wurde er nur in Grenzen seiner Heimat auf dem Dongting-See (洞庭湖) der Provinz Hunan hergestellt. Seit Urzeiten wurden diese Territorien von Fischern und Einsiedlern besiedelt, die sich unter anderem mit dem Teeanbau beschäftigten. Diese Seenplatte ist durch ein mildes, subtropisches Klima (mittlere Jahrestemperatur +16°С, Niederschlagsmenge 1340 mm) und ergiebigen, sandig-schlammigen Boden gekennzeichnet, der für Teebüsche optimal ist: Drei Viertel des Jahres liegt Nebel über dem See.

## Produktion

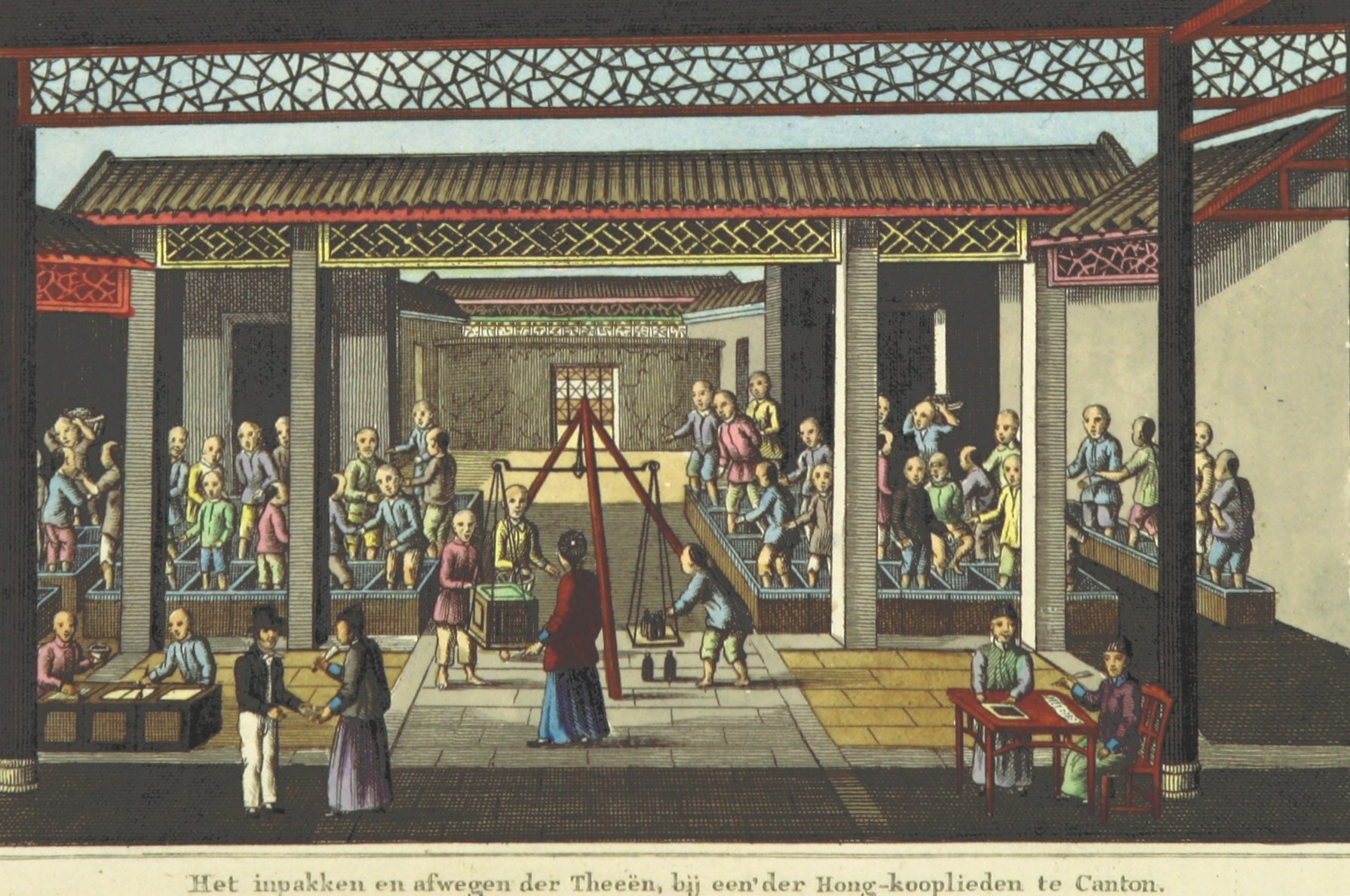
Ein holländischer Kaufmann in einer chinesischen Tee-Manufaktur in Kanton (um 1828)

Für die klassische Verarbeitung braucht es 72 Stunden (manchmal sogar mehr) und acht aufeinander abgestimmte Schritte. Aus einem Kilogramm frischer Knospen entstehen nach ihrer Verarbeitung 200 g gelber Tee.
1. Fixieren (fēn shā qīng, 分杀青)
2. Abkühlung (Tān liáng, 摊凉)
3. Erste Trocknung (Chū hōng, 初烘)
4. Erstes feuchtes Erhitzen (Chū bāo, 初包)
5. Zweite Trockenstufe (Fù hōng, 复烘)
6. Abkühlung (Tān liáng, 摊凉)
7. Abermaliges feuchtes Erhitzen (Fù bāo, 复包)
8. Rösten (Zú huǒ, 足火)

## Zubereitung
Die Empfehlungen für den Aufguss sind fast dieselben wie für grünen und weißen Tee, daher benutzt man für alle diese Teesorten traditionell eine Yixing-Kanne oder ein Gaiwan. Die Wassertemperatur sollte nicht mehr als 90 Grad betragen und die ersten drei Aufgüsse sollten etwa 10 bis 30 Sekunden ziehen. Die Ziehzeit ist auf die Menge des Tees und des Wassers abzustimmen. Im Vergleich zu grünem Tee wird gelber Tee auch bei längerem Ziehen nicht bitter.
Um die Farbe des Tees voll zur Geltung zu bringen, ist die Benutzung einer weißen Porzellantasse oder -schale empfehlenswert. Beim Junshan Yinzhen ist der Aufguss in hohem Glasgeschirr (50–60 ml Wasser pro einem Gramm Tee) zu empfehlen.

## Bekannte Sorten
Zwei gelbe Teesorten gehören zu den „10 guten Teesorten“, die 1959 von einem inoffiziellen Komitee in China gewählt wurden. Die ausgewählten Teesorten sind:
- Junshan Yinzhen 君山銀針 – obwohl dieser Tee Yinzhen (chin. yin „Silber“, zhen „Nadel“) heißt, ist er ein gelber Tee. Yinzhen bezeichnet nur die Form eines Tees, nicht die Kategorie der Herstellungsarten des chinesischen Tees. Herkunft: Hunan, Dongting-See, Insel Junshan.
- Mengding Huangya 蒙頂黃芽 – der sogenannte Xiancha („Göttertee“). Herkunft: Sichuan, Mengshan-Gebirge.